# Lucjan Kulej

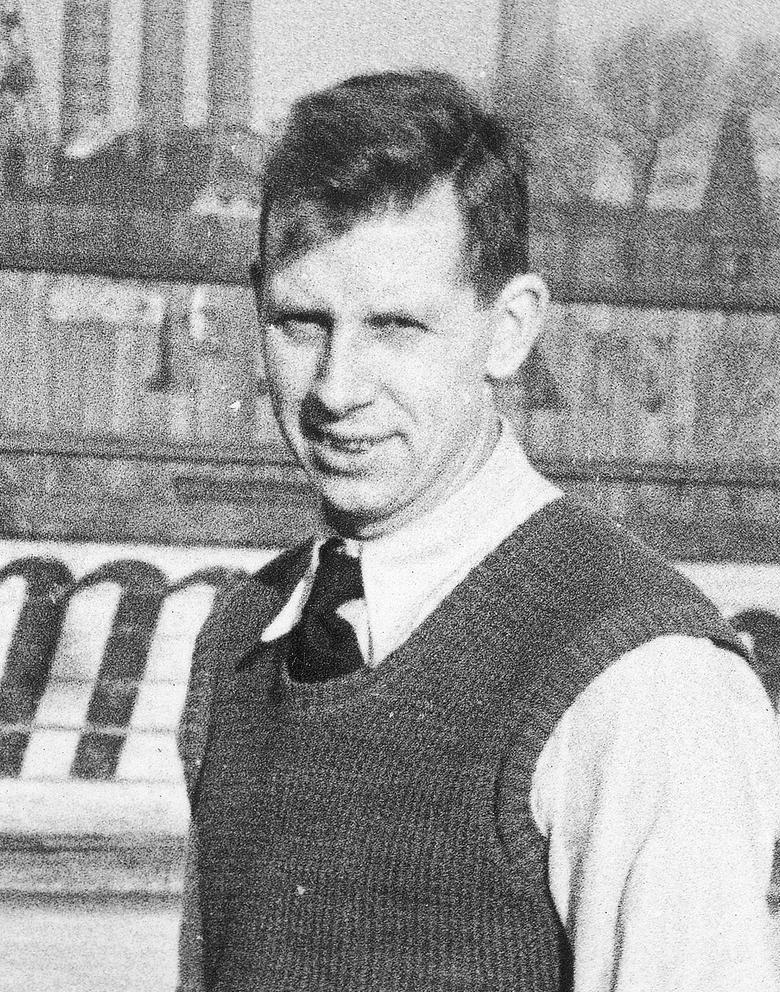
Lucjan Kulej (1934)

Lucjan Kulej (* 29. November 1896 in Danków; † 13. Juli 1971 in Kattowitz) war ein polnischer Eishockeyspieler und Ruderer.

## Karriere
Lucjan Kulej studierte Rechtswissenschaft und war in den 1930er Jahren bis zum Ausbruch des Zweiten Weltkriegs als stellvertretender Staatsanwalt in Kattowitz sowie als hauptverantwortlicher Staatsanwalt in Łomża tätig. Er gehörte zu den Mitbegründern der Eishockeyabteilung von AZS Warschau und gewann mit der Mannschaft zwischen 1926 und 1931 fünf Mal in Folge den polnischen Meistertitel. Auch im Rudern, das im Gegensatz zum Eishockey in den Sommermonaten praktiziert wurde, war Kulej überaus erfolgreich. In den Jahren 1920 und 1925 wurde er Polnischer Meister im Vierer mit Steuermann und in den Jahren 1920, 1922 und 1925 gewann er den polnischen Meistertitel im Achter. Während der Deutschen Besatzung Polens nahm er 1944 als Leutnant am Warschauer Aufstand teil. Nach Kriegsende kehrte er nach Kattowitz zurück und eröffnete eine Anwaltskanzlei.

### International
Für die polnische Eishockeynationalmannschaft nahm Kulej an den Olympischen Winterspielen 1928 in St. Moritz teil. Bei der Europameisterschaft 1929 gewann er mit seinem Land die Silbermedaille. Insgesamt bestritt er 34 Länderspiele von 1926 bis 1929.
Bei den Olympischen Winterspielen 1936 war er zusammen mit Aleksander Tupalski Cheftrainer der polnischen Nationalmannschaft.

## Erfolge und Auszeichnungen
- 1927 Polnischer Meister mit AZS Warschau
- 1928 Polnischer Meister mit AZS Warschau
- 1929 Polnischer Meister mit AZS Warschau
- 1930 Polnischer Meister mit AZS Warschau
- 1931 Polnischer Meister mit AZS Warschau

### International
- 1929 Silbermedaille bei der Europameisterschaft